# Baby on Board
Baby on Board is een Amerikaanse komische film uit 2008. De film werd tussen 19 februari en 30 maart 2008 gemaakt, werd gedraaid in Chicago en kwam eind dat jaar uit in de Verenigde Staten.

## Verhaal
Angela en Curtis hebben het allemaal voor elkaar. Hij is topadvocaat en zij werkt zich op in een parfumbedrijf. Op een dag kondigen hun beste vrienden Danny en Sylvia, die al jaren getrouwd zijn en twee kinderen hebben, aan dat ze uit elkaar gaan. Vrouwengek Danny verhuist naar een appartement en zondigt zich aan prostituees. Zijn negatieve beeld ten aanzien van vrouwen nestelt zich bij Curtis terwijl Sylvia's ongenoegen over mannen Angela aantast. Gevolg is dat de twee het vertrouwen in elkaar verliezen en elk geloven dat de ander een affaire heeft. Als Angela dan plots zwanger blijkt te zijn denkt Curtis dat het van een ander is terwijl zij haar carrière gefnuikt ziet. Ze spreken nog nauwelijks met elkaar en hun huwelijk lijkt op de afgrond af te stevenen. Uiteindelijk raakt alles toch uitgeklaard. Hun zoontje wordt geboren en Angela's baas promoveert haar tot vice-directeur. Ook Danny en Sylvia zijn terug naar elkaar toegegroeid en herbeleven hun huwelijk.

## Rolbezetting
| Acteur           | Personage         | Opmerkingen                                                    |
| ---------------- | ----------------- | -------------------------------------------------------------- |
| Heather Graham   | Angela            | Manager bij een parfumbedrijf die zwanger raakt.               |
| Jerry O'Connell  | Curtis            | Topadvocaat en Angela's man.                                   |
| John Corbett     | Danny             | Collega en vriend van Curtis die gaat scheiden van zijn vrouw. |
| Katie Finneran   | Sylvia            | Danny's vrouw.                                                 |
| Lara Flynn Boyle | Mary              | Angela's baas.                                                 |
| Anthony Starke   | dr. Robert Taylor | Angela's gynaecoloog.                                          |